# Marie de Hohenzollern-Sigmaringen
Vous lisez un « article de qualité » labellisé en 2020.
Titre
Princesse héritière consort de Belgique
22 janvier 1869 – 17 novembre 1905
(36 ans, 9 mois et 26 jours)
Signature
Marie de Hohenzollern-Sigmaringen, née le 17 novembre 1845 à Sigmaringen et morte le 26 novembre 1912 à Bruxelles, est un membre de la maison de Hohenzollern devenue en 1867 comtesse de Flandre en épousant le prince Philippe de Belgique, comte de Flandre. Elle est la mère du roi des Belges Albert Ier.
Princesse de la maison de Hohenzollern-Sigmaringen, la branche catholique de la famille des rois de Prusse, elle est princesse héritière consort de Belgique de 1869 à 1905. Elle est l'ancêtre de tous les membres actuels de la dynastie régnant sur la Belgique. Elle est également l'ascendante du grand-duc de Luxembourg Henri, et de Victor-Emmanuel de Savoie, prétendant au trône d'Italie.
Petite-fille de la princesse impériale Stéphanie de Beauharnais, fille adoptive de l'empereur des Français devenue grande-duchesse de Bade, la princesse Marie grandit dans un environnement francophile. Élevée dans les diverses résidences de sa famille, elle se révèle très tôt indépendante, pieuse et douée pour les arts. En 1852, elle s'installe avec sa famille à Düsseldorf où son père, Charles-Antoine, chef de sa maison depuis 1848, exerce ses commandements militaires avant de devenir ministre-président de Prusse (de 1858 à 1862).
L'union de sa sœur Stéphanie avec le roi de Portugal Pierre V, en 1858, témoigne de l'importance de la famille sur la scène européenne. Charles-Antoine garde jusqu'à la fin de sa vie un rôle majeur à la cour de Berlin. C'est la reine Victoria qui, comme pour sa sœur aînée, joue les intermédiaires dans la conclusion du mariage de Marie et Philippe en 1867, anéantissant toute velléité annexionniste de la France envers la Belgique.
Mère de cinq enfants, dont quatre parviennent à l'âge adulte, Marie de Hohenzollern représente, avec son époux, l'avenir de la dynastie belge après la mort du duc de Brabant, Léopold, l'unique héritier successible au trône du roi Léopold II. Son existence, circonscrite dans un univers luxueux, est jalonnée par de nombreux séjours en Ardenne belge, en Auvergne, en Allemagne et en Suisse. 
Recevant beaucoup de sollicitations, elle exerce un rôle caritatif, parfois remis en cause par la mouvance anti-monarchiste, tout au long de sa vie en Belgique. Artiste, la comtesse de Flandre s'adonne aux arts de l'aquarelle, de l'eau-forte et de la peinture de paysages qu'elle expose en Belgique, en France et aux États-Unis. Mécène, elle soutient des peintres tels Jean-François Portaels ou Ernest Blanc-Garin, des écrivains comme Charles Van Leberghe et Isabelle Kaiser et des musiciens tels Édouard Jacobs ou Arthur De Greef. 
La mort de son mari, en 1905, la prive du statut de princesse héritière consort de Belgique. Cependant, l'accession au trône, en 1909, de son fils le roi Albert Ier lui confère un rôle protocolaire plus important, en sa qualité de mère du roi. Elle meurt à soixante-sept ans, en 1912, et est inhumée dans la crypte royale de Laeken.

## Biographie

### Environnement familial
| de profil et portant une robe à crinolines, Joséphine, les cheveux séparés en deux bandeaux, regarde l'objectif, l'air mélancolique |  | portrait en pied, de trois-quarts, de Charles-Antoine, revêtu d'un uniforme à épaulettes et arborant des médailles, regarde vers sa gauche, le visage à l'expression neutre porte une moustache foncée aux pointes effilées |
| Joséphine de Bade et Charles-Antoine de Hohenzollern-Sigmaringen, parents de Marie, en 1858.                                        |  | |

Marie (qui porte quatre prénoms en allemand : Maria Louise Alexandrina Karoline,,), née à Sigmaringen le 17 novembre 1845, est la seconde fille et la dernière des six enfants du prince Charles-Antoine de Hohenzollern-Sigmaringen qui fut, de 1848 à 1849, prince régnant de Hohenzollern-Sigmaringen, et de 1858 à 1862, un ministre-président de Prusse pacifique et libéral et de la princesse Joséphine de Bade, elle-même fille du grand-duc Charles II de Bade et de la grande-duchesse née Stéphanie de Beauharnais, fille adoptive de Napoléon Ier et cousine de l'empereur des Français Napoléon III.
Sa sœur aînée, Stéphanie, éphémère reine consort de Portugal de 1858 à 1859, meurt à vingt-deux ans de la diphtérie. Marie a aussi quatre frères, dont deux jouent un rôle politique notable : Carol Ier, premier souverain de la Roumanie moderne, et Léopold, dont la candidature un temps avancée en vue de ceindre la couronne espagnole a été à l'origine de la guerre franco-allemande de 1870. Ses deux autres frères sont Antoine, qui participe activement à la guerre austro-prussienne et meurt en 1866 à la suite de ses blessures lors de la bataille de Sadowa, et Frédéric, militaire dans sa jeunesse et homme assez flegmatique, peu désireux de jouer un rôle de premier plan.

### Jeunesse et éducation

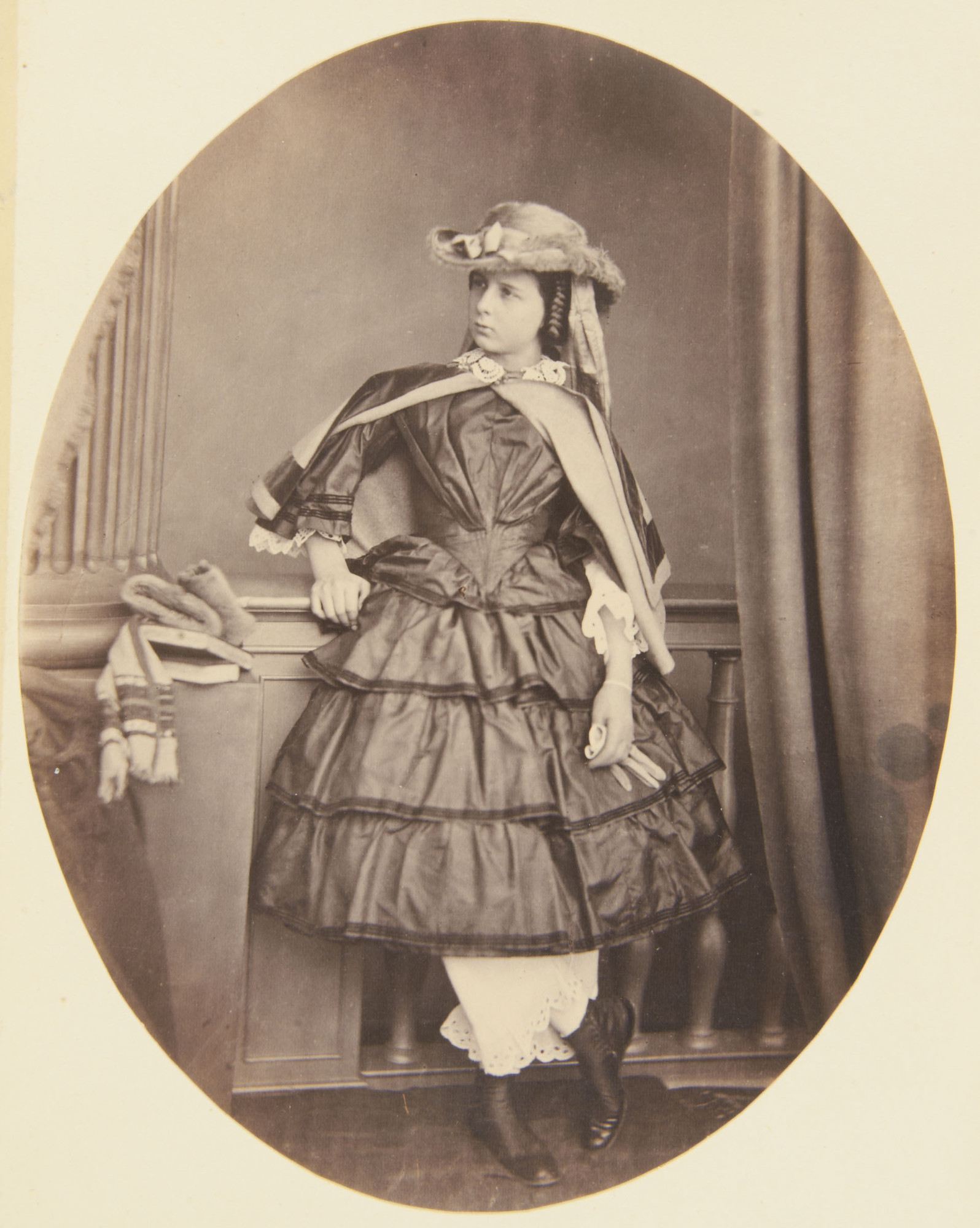
Marie de Hohenzollern-Sigmaringen en 1858.

Marie de Hohenzollern-Sigmaringen est élevée dans les différentes résidences de la famille : d'abord dans une demeure dépendant du château de Sigmaringen, ainsi qu'au château de Krauchenwies, résidence solitaire et forestière occupée par sa famille lors de la saison de la chasse. Jusqu'à ses quatre ans, la princesse séjourne également dans l'ancien couvent des sœurs augustines d'Inzigkofen. Son père devient chef de sa maison en 1848 et occupe, dès l'année suivante, l'ancestrale demeure de famille, le château de Sigmaringen dominant le Danube.
La grande-duchesse Louise de Bade, fille du Kronprinz de Prusse, décrit sa cousine  Marie, qu'elle rencontre pour la première fois en 1850, comme « gaie, espiègle et très entreprenante […]. Rieuse, causante, et toujours expansive, elle charmait tout le monde. ». L'enfant aime particulièrement jouer au billard avec ses frères. Proche de Frédéric, son aîné de deux ans, elle ressent beaucoup de tristesse lorsque ce dernier rejoint ses frères dans leurs études militaires. Elle les retrouve avec plaisir lors de leurs vacances, notamment au château de la Weinbourg où les exigences de l'étiquette sont suspendues. Le prince Charles-Antoine tente alors de distraire ses invités en organisant des loteries ou des jeux de quilles. 
En 1852, Marie est âgée de sept ans lorsque sa première gouvernante, Agnes Schäfer, est désignée. Trop calme, celle-ci ne réussit pas à s'accorder pleinement à la nature vive et indépendante de son élève, qui s'attache davantage à Élise von Werner, dame d'honneur et amie de sa mère. Madame von Werner accompagne fréquemment Stéphanie et Marie lors de visites à l'église ou aux pauvres et leur inculque le sens pratique de la vie. Hortense Cornu, amie du futur Napoléon III, recommande à Joséphine de Bade une demoiselle Naudin pour enseigner la musique et la peinture à Stéphanie, puis à sa sœur cadette Marie. De temps à autre, Marie effectue également de longues randonnées à cheval, notamment dans les Alpes. 

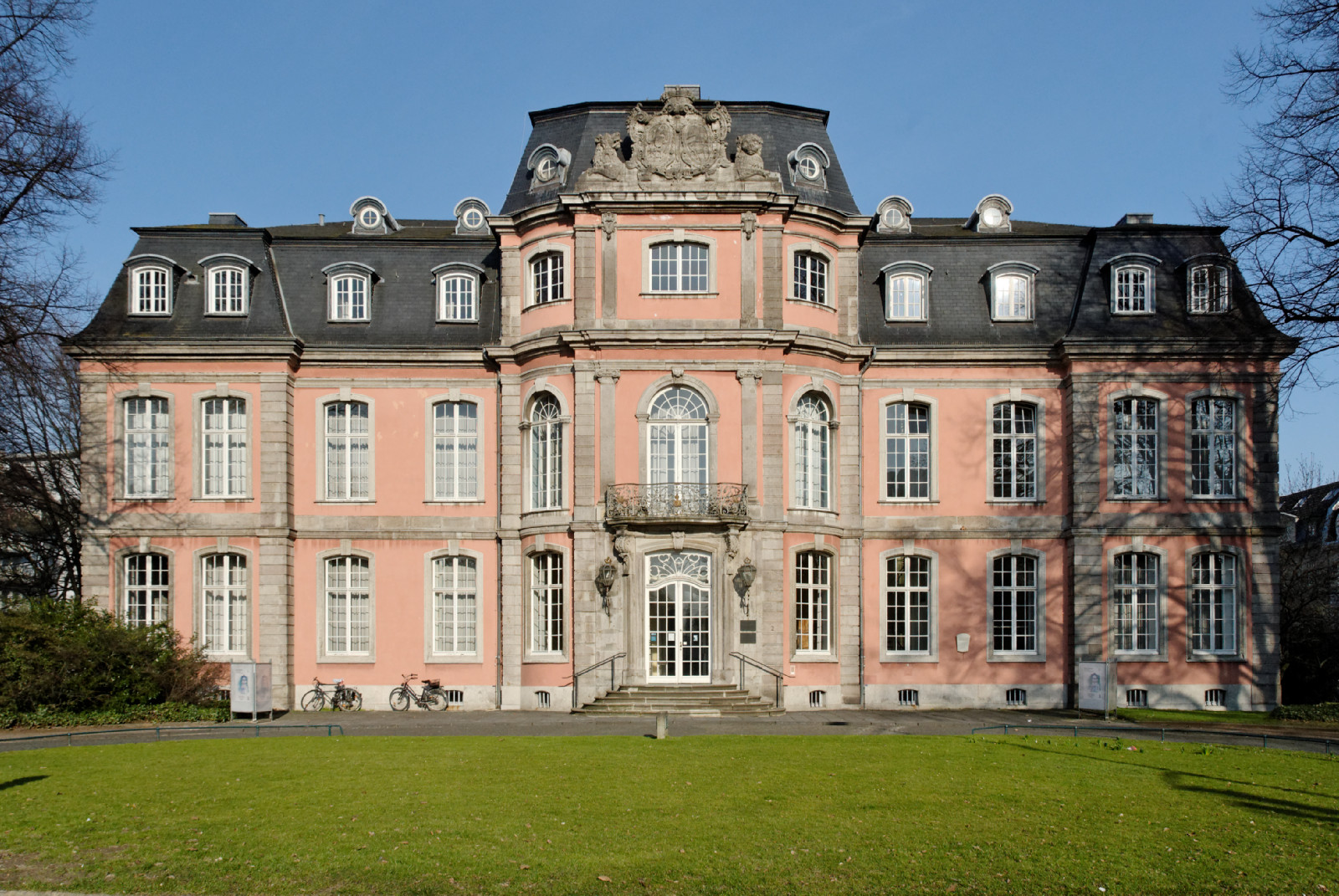
Le château de Jägerhof à Düsseldorf où vécut Marie de Hohenzollern de 1852 à 1867.

En automne 1852, la famille de Marie s'installe définitivement au château de Jägerhof, à Düsseldorf, où le prince Charles-Antoine est appelé au commandement des troupes rhénanes. En 1856, Marie, sa mère et sa sœur vont à Londres rendre visite à Marie-Amélie de Bade, épouse de William duc de Hamilton et sœur de Joséphine de Bade, en s'arrêtant à Bruxelles. En Grande-Bretagne, les princesses assistent au retour des troupes de Crimée passées en revue par la reine Victoria. Léopold Ier, roi des Belges, et ses trois enfants, Léopold, Philippe et Charlotte, sont présents dans les tribunes officielles. 
En 1858, Stéphanie se fiance avec Pierre V, roi de Portugal, qu'elle n'a jamais rencontré ; ce départ pour Lisbonne constitue une épreuve pour la famille de la mariée. La même année, Marie effectue sa première communion, un événement important pour elle et qui renforce sa piété. Le 17 juillet 1859, Stéphanie meurt de la diphtérie à Lisbonne. Marie, résidant cet été-là au château de Benrath, se souvient : « Un télégramme de mon père annonçait l'état grave de ma sœur […] Nous passâmes la journée dans les plus affreuses inquiétudes […] Le matin à 7 heures, mon père et mes frères arrivèrent… Tout était fini ; notre chère sœur n'était plus de ce monde, l'affreux mal l'avait emportée, déjà, la veille !. ». Au printemps 1860, la presse allemande évoque une union entre Pierre V, roi de Portugal, veuf de Stéphanie, avec Marie sœur de la défunte, mais ce projet ne se concrétise pas.
À l'automne 1861, Marie et sa famille séjournent à Hyères jusqu'à la fin de l'hiver 1862. Ce séjour est marqué par la phlébite qui atteint le prince Charles-Antoine et lui laisse des séquelles au niveau des jambes jusqu'à la fin de ses jours. Durant l'hiver 1863, Marie, âgée de 18 ans, assiste avec joie aux fêtes de la cour de Berlin à l'invitation de la reine de Prusse Augusta. Les relations entre Marie et la famille du roi de Prusse sont étroites : Marie devient, en mai 1866, la marraine de la princesse Victoria de Prusse, fille du Kronprinz. Trois mois plus tard, le 5 août 1866, un nouveau deuil frappe les Hohenzollern-Sigmaringen : Antoine, l'un des frères de Marie, succombe à ses blessures après la bataille de Sadowa. Cet événement clôt, en quelque sorte, la première période de la vie de Marie qui s'apprête à envisager son mariage.

### Mariage à Berlin
Léopold II, le roi des Belges, est soucieux, dès le début de son règne qui commence en décembre 1865, d'assurer le maintien de l'intégrité nationale et la sécurité de la Belgique, constituée neutre, et entourée par la France et la Prusse, deux voisines puissantes et belliqueuses. La défunte mère du roi étant une princesse française et lui-même et sa sœur ayant épousé des membres de la maison d'Autriche, Léopold planifie le mariage de son frère Philippe de Belgique, comte de Flandre, avec une princesse prussienne. Marie est la candidate idéale car son père est toujours très influent à la cour de Berlin. Cette union assurerait à la Belgique une alliée précieuse. Pour parvenir à ses fins, Léopold s'adjoint le concours de sa cousine, la reine Victoria, qui connaît bien la famille des Hohenzollern-Sigmaringen. En décembre 1866, Marie reçoit donc la visite du frère de Léopold II à Berlin. Cette première rencontre entre Philippe et Marie se passe au mieux. Philippe est atteint de surdité, tout comme Joséphine, mère de Marie. Jusqu'ici Philippe avait refusé de se marier, mais approchant les trente ans, il accepte cette fois la proposition matrimoniale qui lui est faite. La première entrevue est suivie par une nouvelle visite de Philippe en février 1867 et par une demande en mariage, lequel est prévu deux mois plus tard.

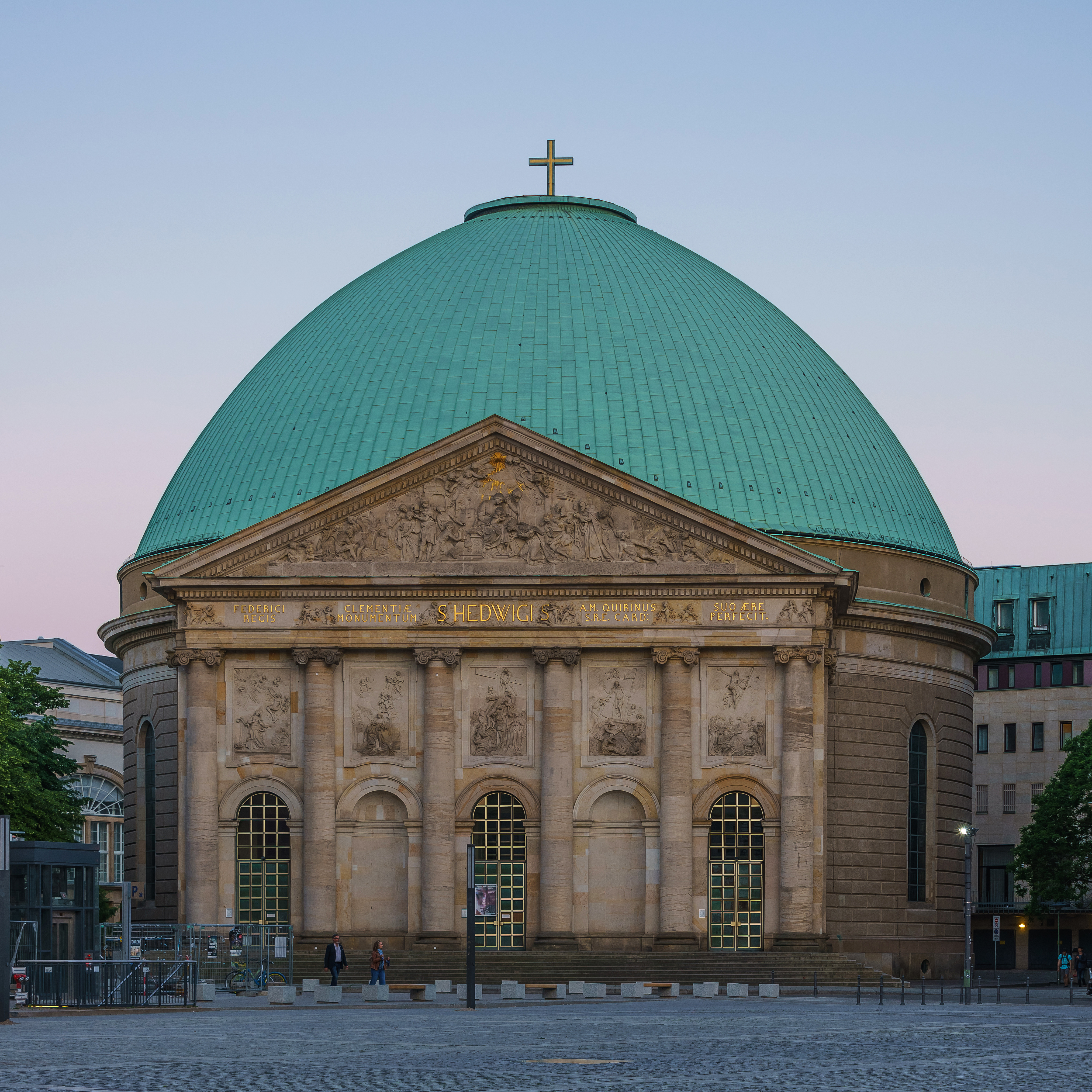
La cathédrale Sainte-Edwige de Berlin où s'est mariée la comtesse de Flandre.

Marie épouse donc en la cathédrale Sainte-Edwige de Berlin, le 25 avril 1867, le prince Philippe de Belgique et devient, dès lors, comtesse de Flandre. Ce mariage, dont les cérémonies sont présidées par le roi de Prusse, en présence d'Otto von Bismarck, déplaît à la France de Napoléon III qui vient de manquer de peu l'annexion du Luxembourg car il protège la Belgique de toute velléité annexionniste française. L'opinion publique française juge que : « la Prusse avait pris le soin de [nous] enlever toute illusion […] en préparant une alliance entre les familles de Prusse et de Belgique ». L'historien Émile Bourgeois conclut : « ainsi s'évanouissait le projet belge ».

### Descendance

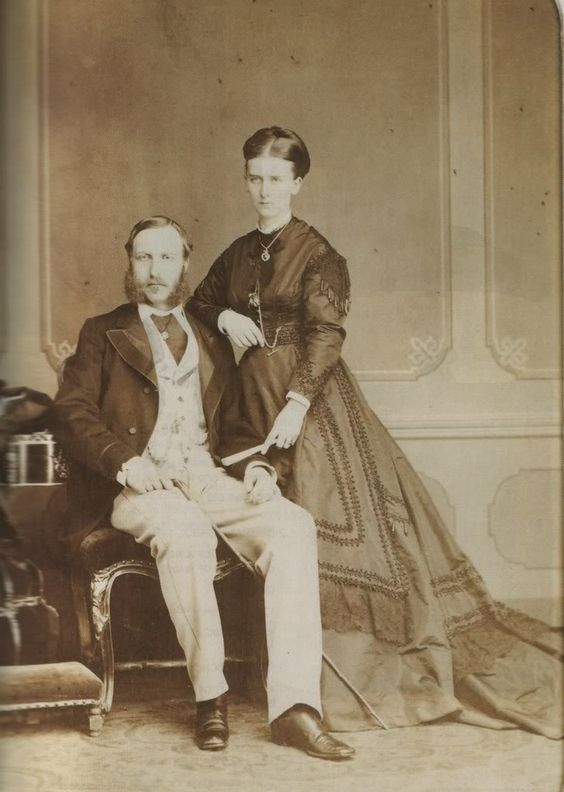
Philippe et Marie, comte et comtesse de Flandre photographiés par Louis-Joseph Ghémar (vers 1870).

Le couple s'installe au palais du comte de Flandre au centre de la ville de Bruxelles et a cinq enfants, dont quatre parviennent à l'âge adulte et dont sont issus dix petits-enfants :
1. Baudouin, prince de Belgique, prince de Saxe-Cobourg et Gotha, duc en Saxe, né à Bruxelles le 3 juin 1869 où il est mort, à vingt-et-un ans, le 23 janvier 1891[BP 6] ;
2. Henriette, princesse de Belgique, princesse de Saxe-Cobourg et Gotha, duchesse en Saxe, née à Bruxelles le 30 novembre 1870 et morte à Sierre (Suisse) le 28 mars 1948. Elle épouse le 12 février 1896 le prince Emmanuel d'Orléans, « duc de Vendôme » (1872-1931). Descendance : Louise (1896-1973), Sophie (1898-1928), Geneviève (1901-1983) et Charles-Philippe (1905-1970) ;
3. Joséphine, princesse de Belgique, princesse de Saxe-Cobourg et Gotha, duchesse en Saxe, née le 30 novembre 1870 à Bruxelles où elle est morte le 18 janvier 1871. Elle est la jumelle d'Henriette ;
4. Joséphine, princesse de Belgique, princesse de Saxe-Cobourg et Gotha, duchesse en Saxe, née à Bruxelles le 18 octobre 1872 et morte à Namur le 6 janvier 1958. Elle épouse le 28 mai 1894 Charles-Antoine, prince de Hohenzollern (1868-1919). Descendance : Stéphanie (1895-1975), Marie-Antoinette (1896-1965), Albert (1898-1977) et Henriette (1907-1907) ;
5. Albert, prince de Belgique, prince de Saxe-Cobourg et Gotha, duc en Saxe, né à Bruxelles le 8 avril 1875 et mort à Marche-les-Dames le 17 février 1934, troisième roi des Belges du 23 décembre 1909 au 17 février 1934 sous le nom d'Albert Ier. Il épouse le 2 octobre 1900 Élisabeth en Bavière (1876-1965). Descendance : Léopold III (1901-1983), Charles (1903-1983), régent du royaume de 1944 à 1950 et Marie-José (1906-2001), reine d'Italie (1946).

### Comtesse de Flandre

#### L'avenir de la dynastie

La comtesse de Flandre et ses enfants, Henriette, Albert, Baudouin et Joséphine, photographiés par Jean Günther en 1878.

Marie débute sa vie conjugale dans une famille où pèse la tragédie : sa belle-sœur, la princesse Charlotte de Belgique, impératrice consort du Mexique, sombre dans la folie après son retour en Europe en 1866 et revient en Belgique trois mois après le mariage de Marie avec le comte de Flandre, en juillet 1867. Marie, qui entretient une relation fusionnelle avec sa mère, souffre de l'atmosphère peu chaleureuse au sein de la famille royale belge et reste nostalgique de la vie épanouie qu'elle menait à Sigmaringen auprès des siens. 
Un drame assombrit encore le climat qui prévaut à la cour : en janvier 1869, le roi Léopold II et la reine Marie-Henriette perdent, après une chute dans un bassin et une longue maladie qui finit par l'emporter, Léopold, leur seul fils, âgé de neuf ans, ne gardant de leur union que deux filles (Louise et Stéphanie) non habilitées à recueillir la couronne. Un rapprochement des époux royaux donne naissance, en 1872, à un dernier enfant non successible au trône : la princesse Clémentine. Le couple royal, peu uni, se sépare davantage. 
Ce sont donc désormais le prince Philippe, héritier du trône à la mort de son neveu et la princesse Marie qui représentent l'avenir de la dynastie belge car ils sont déjà parents d'un fils, le prince Baudouin, né quelques mois après la mort du prince héritier, en juin 1869. Ils ont en 1870 des jumelles, Henriette et Joséphine, qui meurt au berceau, puis en 1872, une autre fille qui reçoit le prénom de sa sœur décédée et un second fils, le prince Albert né en 1875,.

#### Une vie opulente

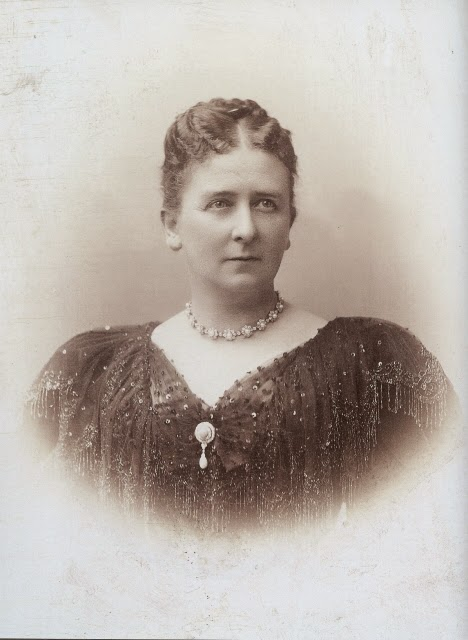
Marie de Hohenzollern-Sigmaringen vers 1880.

Le comte de Flandre ayant décidé de demeurer en Belgique après qu'on lui a proposé de régner sur les trônes grec et roumain, Marie et lui mènent une vie très confortable et opulente. Ils récréent à Bruxelles cette atmosphère de petite cour allemande que la comtesse a jadis connue auprès de ses parents. Ils vivent entourés d'aides de camp, d'officiers d'ordonnance et de dames d'honneur qui les suivent dans tous leurs déplacements. Le calendrier de leurs séjours demeure immuable durant les premières années de leur mariage : en janvier, ils rendent visite aux parents de Marie, d'abord installés à Düsseldorf, puis à Sigmaringen ; au printemps, ils séjournent au château des Amerois, résidence de plaisance en Ardenne belge méridionale que Philippe a achetée en 1868, en vue de complaire à la comtesse de Flandre qui y retrouve les paysages de sa Souabe natale ; ensuite, en septembre, les Flandre séjournent auprès des Hohenzollern-Sigmaringen dans leur résidence de la Weinbourg. Au printemps 1882, le comte de Flandre emmène Marie à la découverte de contrées qu'elle ne connaît pas : l'Espagne et le Maroc qu'ils visitent durant deux mois inspirent picturalement la comtesse. À Bruxelles, les distractions ne manquent guère car le couple princier donne de fastueux bals et des soirées plus intimes où Marie peut laisser s'exprimer ses qualités de maîtresse de maison. 
Marie et Philippe forment un couple aux personnalités complémentaires. Leurs centres d'intérêt divergent en plusieurs domaines : la comtesse est de nature artiste et de tempérament affirmé, tandis que le comte est de nature plus pragmatique et plus taciturne. Tandis que Marie se consacre à réaliser ses œuvres picturales, Philippe parcourt les salles de vente à la recherche d'antiquités de facture classique. Même si, à l'instar des aristocrates de leur époque, l'instruction des enfants princiers est déléguée à des tiers (professeurs, gouverneurs, gouvernantes), le prince laisse toute la responsabilité et l'organisation de l'éducation de leur progéniture à son épouse, qui se sent parfois isolée dans cette tâche.
Les années 1880 marquent une évolution des mentalités en Belgique : le bipartisme (catholiques et libéraux) laisse place à une troisième force politique lors de la naissance, en 1885, du Parti ouvrier belge, dont l'organe de presse Le Peuple n'hésite pas à désigner le comte de Flandre comme un symbole du capitalisme. Il arrive même exceptionnellement que les Flandre soient hués à Bruxelles lors de sorties officielles. Les nombreuses activités caritatives des Flandre sont minorées par les antimonarchistes qui désignent parfois la comtesse de Flandre comme « Madame Sans-Gêne » car, selon eux, étant donné la dotation annuelle perçue par son mari : « Il est facile d'être généreux avec l'argent des autres. ». La presse socialiste reproche le caractère sélectif des œuvres caritatives de la comtesse de Flandre : « toutes, sans exception, ou bien sont marquées au coin de l'orthodoxie la plus stricte, ou bien s'abritent mal sous le manteau d'une neutralité qui ne parvient pas à dissimuler la tendance fanatique ».

#### La vie au domaine des Amerois

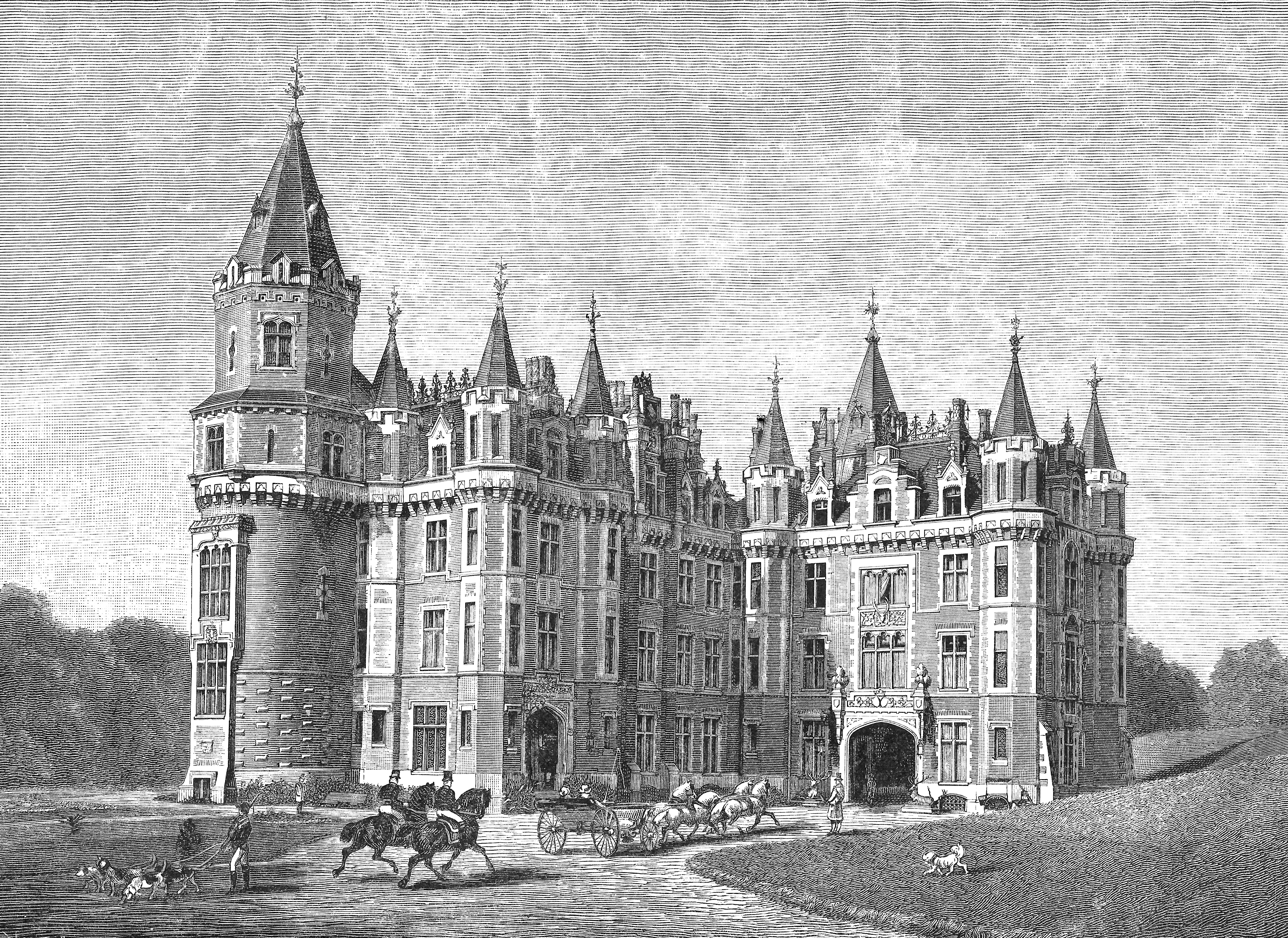
Le château des Amerois, résidence d'été de la famille des Flandre, gravure de M.Weber (1882).

En décembre 1868, le comte de Flandre acquiert une propriété à la campagne, Les Amerois, qui rappelle à la comtesse de Flandre les paysages qu'elle a connus dans son enfance. Situé en Ardenne belge méridionale, ce vaste domaine avoisine la ville de Bouillon, distante de dix kilomètres. Chaque année, à partir de 1869, les Flandre y séjournent en été (hormis en 1870 en raison de la Guerre franco-allemande). Un grave incendie détruit la propriété en 1874. Philippe entreprend de la reconstruire en l'agrandissant selon les plans de l'architecte Gustave Saintenoy. Les Amerois constituent un haut lieu du nationalisme historiciste car le comte de Flandre privilégie un style « belge flamand ». Le nouvel édifice est inauguré en juin 1877.
Un train spécial partant de Bruxelles amène la famille à la gare de Florenville. Quand les princes séjournent aux Amerois, le personnel est très nombreux. Même à la campagne, le protocole en usage à Bruxelles est appliqué. Les domestiques d'intérieur chaussent des souliers à boucles et des bas de soie noirs. Les repas sont servis à quatre tables distinctes où les vivres sont servis à volonté. Les moyens de transport comprennent huit chevaux d'attelage, les dix poneys de la comtesse de Flandre, six chevaux de selle et un âne pour la promenade des enfants. La comtesse de Flandre emmène souvent ses enfants dans la ferme voisine de la famille Alardo, où une salle réservée aux Flandre a été décorée de carreaux de céramique d'inspiration hollandaise, peints par la comtesse et d'autres artistes. Marie, dans une volonté pédagogique concrète, veille à ce que ses enfants soient en contact direct avec la nature. 
Parmi les privilégiés qui sont invités aux Amerois, Léopold II, Marie-Henriette et d'autres membres du Gotha côtoient des artistes comme le peintre Jean-François Portaels, le sculpteur Thomas Vinçotte, le violoncelliste Édouard Jacobs ou d'autres musiciens issus du Conservatoire de Bruxelles, sans oublier les officiers gouverneurs des princes ou familiers de Marie et Philippe. Cette société variée tâche de se distraire à la campagne : excursions, lecture, charades, dessin, peinture. Mais, si la comtesse de Flandre prise volontiers ces séjours à la campagne, le comte de Flandre finit par s'y ennuyer invariablement,.

#### Le destin des quatre enfants Flandre
En janvier 1891, un drame frappe les Flandre : leur fils Baudouin contracte une pneumonie infectieuse après avoir veillé sur sa sœur Henriette atteinte du même mal. Tandis qu'Henriette se rétablit lentement, Baudouin meurt le 23 janvier 1891, après une longue agonie en présence de ses proches. C'est Marie qui ferme les yeux de son fils. Après cette mort inopinée, le comte de Flandre est souvent la proie d'accès de mélancolie ; tandis que progressivement, la comtesse de Flandre trouve des exutoires dans l'expression de ses talents artistiques et dans la religion. 
Après la mort de leur fils Baudouin, Philippe et Marie voyagent souvent séparément : lui à Paris et dans les pays méditerranéens ; elle en Allemagne auprès de sa mère ou en Auvergne, dont elle apprécie les paysages pittoresques. Ils se retrouvent néanmoins lors des séjours qu'ils partagent au domaine des Amerois et évidemment à Bruxelles. Lorsqu'ils sont séparés, ils s'écrivent quotidiennement des lettres où ils confient leurs états d'âme et livrent des réflexions sur leurs contemporains ou des analyses de la situation politique, reflétant un même esprit conservateur.

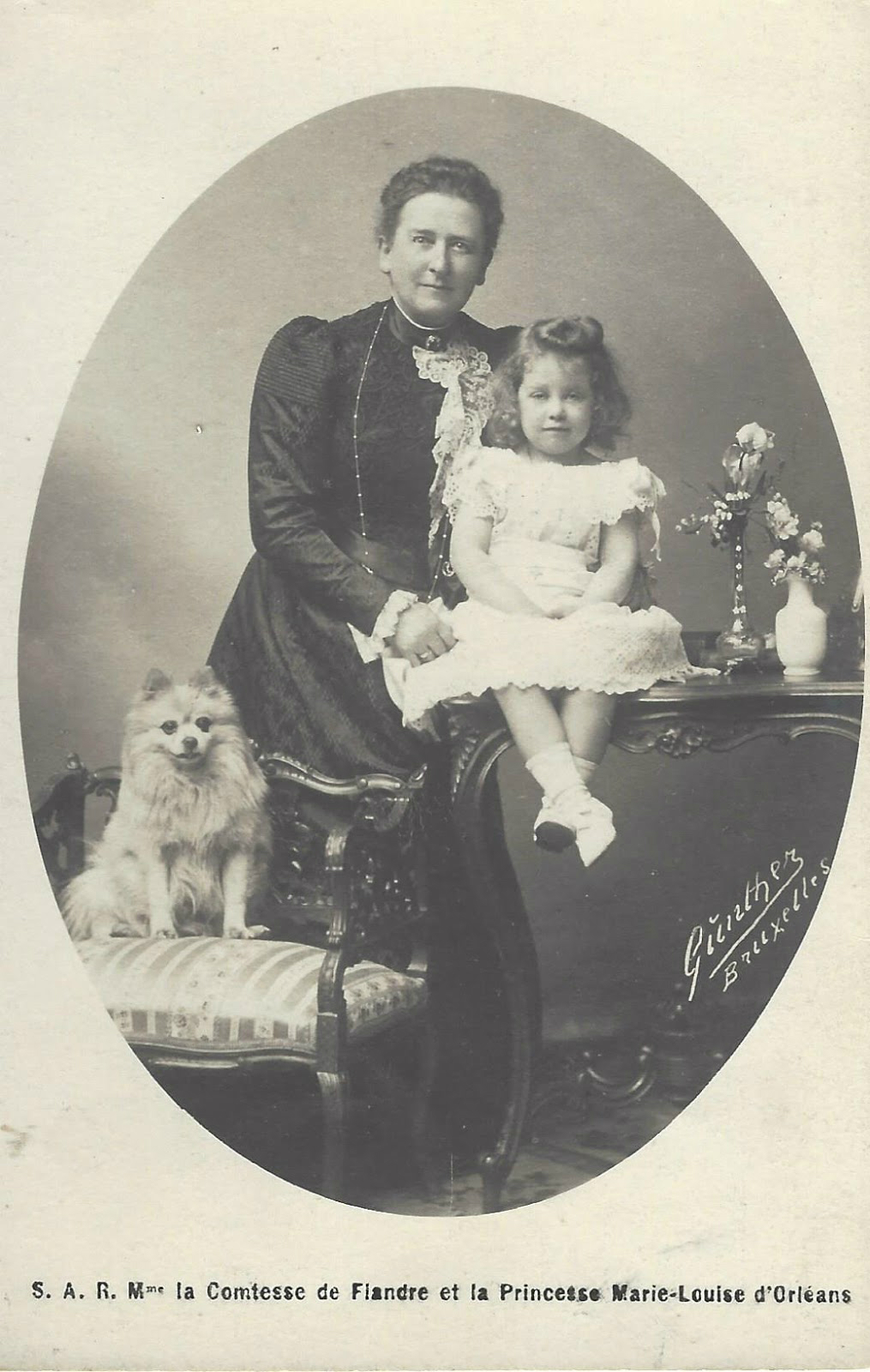
Marie comtesse de Flandre avec sa petite-fille Marie-Louise d'Orléans par Jean Gunther, vers 1900.

Les filles de Marie, Joséphine et Henriette, se marient quelques années après la mort de leur frère. Joséphine contracte la seconde union de la famille royale belge avec la famille impériale allemande, en 1894, avec son cousin germain Charles-Antoine de Hohenzollern et s'installe à Potsdam, puis à Berlin ; de son côté, Henriette épouse en 1896 Emmanuel d'Orléans et s'établit en France, à Neuilly-sur-Seine. Seul Albert demeure auprès de ses parents et s'installe, en 1896, dans les anciens appartements de son défunt frère Baudouin. Albert écrit au sujet de leur cohabitation : « L'intimité ne peut exister dans notre famille entre parents et enfants, c'est une habitude qui ne changera pas. » et ajoute dans une autre missive adressée à sa sœur Henriette : « Ma mère est une sainte […], mais un peu une sainte de glace […], ma mère est très bonne, mais il n'y a pas d'intimité à cause de sa brusquerie et de sa contradiction. ».
En 1897, Henriette, la fille aînée de la comtesse de Flandre, échappe de peu à l'incendie du Bazar de la Charité où périt sa belle-mère la duchesse d'Alençon. Lors des cérémonies et des réceptions qui suivent les obsèques de cette dernière, le prince Albert de Belgique rencontre, pour la première fois, la duchesse Élisabeth en Bavière, nièce de la défunte. Toutefois, c'est de la princesse Isabelle d'Orléans qu'Albert tombe amoureux. Cependant, le roi Léopold II met son veto à ce mariage afin de ne pas s'attirer les foudres de la Troisième République française car Isabelle est la sœur de Philippe d'Orléans, le prétendant orléaniste au trône de France. 
Marie, dont le père, le prince Charles-Antoine est mort en 1885, perd sa mère, Joséphine, princesse douairière de Hohenzollern, en juin 1900. La même année, en octobre, son fils Albert épouse Élisabeth en Bavière. Un an plus tard, en 1901, Albert avec sa jeune épouse quitte le palais de ses parents, juste avant la naissance du futur Léopold III, leur premier enfant. Albert entretient dès lors des rapports plus sereins avec ses parents. Quant aux relations entre les Flandre et le roi Léopold II, elles se raréfient au point de devenir presque inexistantes.

#### Veuvage et dernières années
En septembre 1905, Marie se rend durant deux semaines en Roumanie afin d'y revoir, après les morts successives de ses frères Frédéric (en décembre 1904) et de Léopold (en juin 1905), son seul frère survivant, le roi Carol, avec lequel elle correspond presque quotidiennement. Durant ce séjour au château de Peleș, près de Sinaïa, au pied des monts Bucegi, elle excursionne dans les Carpates et elle a le plaisir d'entendre, lorsqu'elle revient au palais, jouer le soir le compositeur roumain Georges Enesco, qu'elle invite ensuite plusieurs fois à Bruxelles lorsqu'il se produit en Belgique. Le 17 novembre 1905, jour des soixante ans de la comtesse, Philippe, dont la santé était déclinante depuis trois ans, meurt à Bruxelles après une courte agonie.

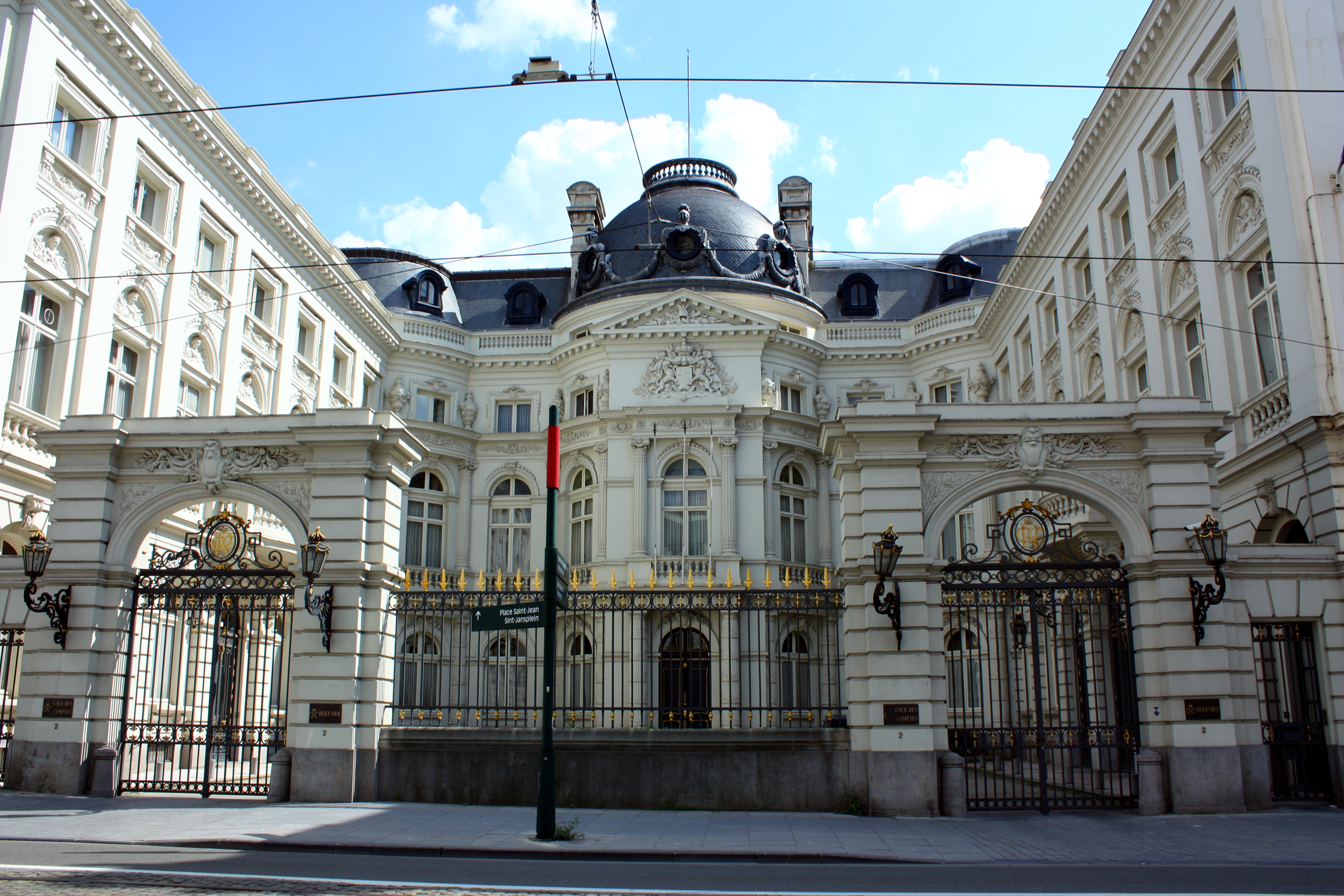
Le palais du comte de Flandre où vécut et mourut la comtesse de Flandre.

Après la mort de Léopold II, en 1909, la comtesse de Flandre occupe, à la fin de sa vie, un rang plus important en qualité de mère du nouveau roi Albert Ier et tente de rallier ses amies catholiques à l'objectif du jeune roi en faveur de l'instauration du service militaire généralisé. Le quotidien L'Indépendance belge témoigne de l'existence simple qu'elle menait durant ses dernières années : « Rien de plus simple, de plus familial, de plus dénué d'apparat que la vie menée par la comtesse de Flandre à Bruxelles. La comtesse se levait généralement à 7 heures. Le dimanche, elle assistait à la messe à l'église Saint-Jacques-sur-Coudenberg […]. Depuis la mort de son mari, la comtesse déjeunait en compagnie d'une dame d'honneur […]. Après avoir dépouillé son courrier, elle sortait en voiture, accompagnée d'une dame d'honneur. Si le temps ne se prêtait pas à la promenade, elle consacrait son temps à la lecture ou à la musique […]. L'après-midi, elle accordait ses audiences […]. Elle dînait à 7 h avec une dame et un chevalier d'honneur. Depuis la mort de son mari, elle se rendait rarement au théâtre. En général, elle passait la soirée à entendre chez elle de la musique, en compagnie de l'un ou l'autre virtuose du piano ou de l'archet. Vers 11 h, tout reposait au palais ». 
À partir de 1910, sa santé déclinante limite ses déplacements. Toutefois, elle retourne une dernière fois en Allemagne visiter les lieux associés à sa jeunesse. En octobre 1912, elle effectue une cure à Wiesbaden ; de retour à Bruxelles, elle reprend le cours coutumier de son existence et reçoit, peu après, sa fille Henriette et son gendre Emmanuel. Le 21 novembre, elle préside chez elle une réunion d'amis et manifeste son plaisir d'entendre la voix de baryton du comte Arthur de Gabriac.

#### Mort et funérailles

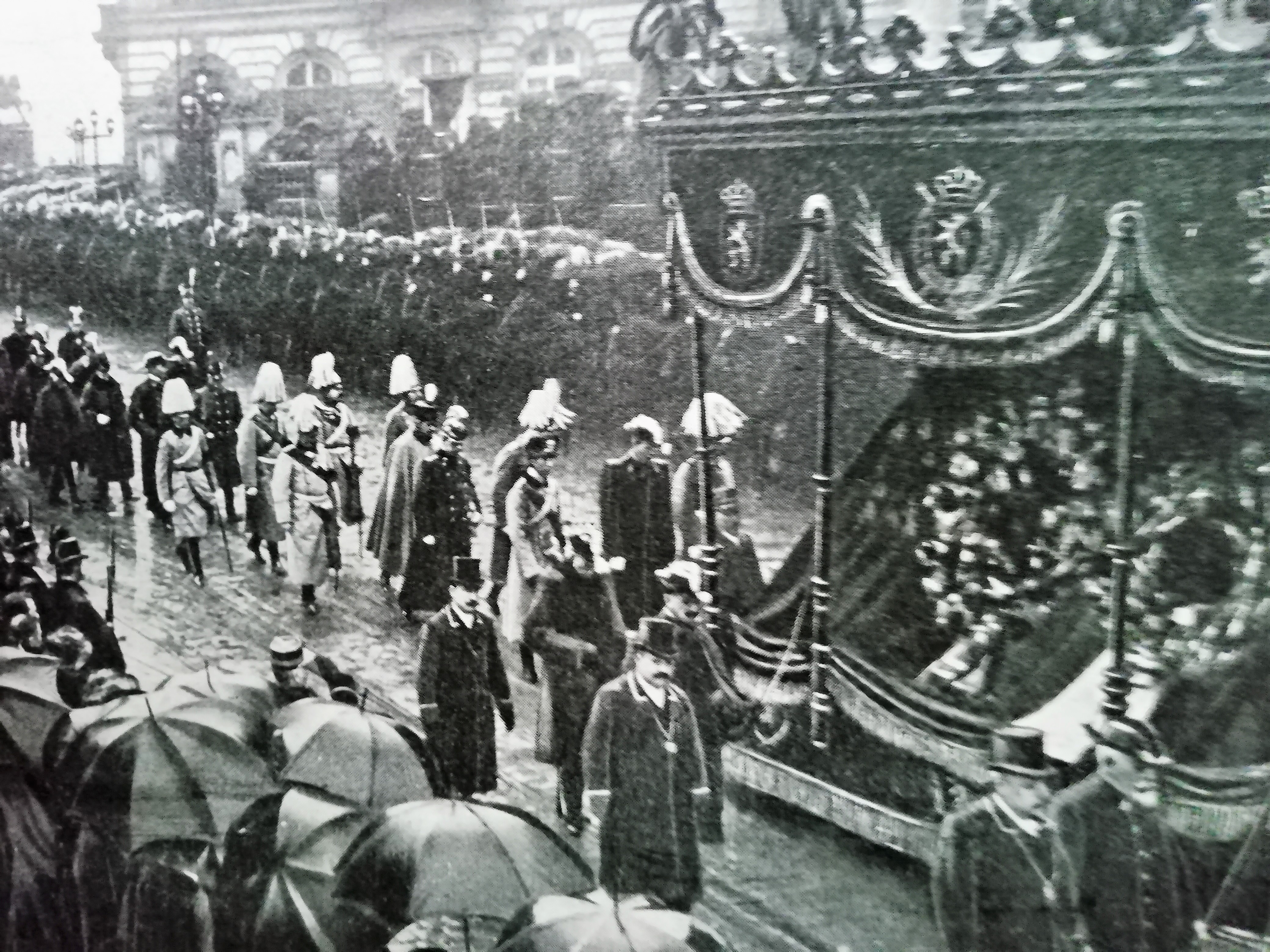
Funérailles de la comtesse de Flandre à Bruxelles : le char funèbre avance rue royale, suivi par le roi Albert entouré par le Kronprinz Guillaume de Prusse (à sa droite) et le Kronprinz Rupprecht de Bavière (à sa gauche), le 30 novembre 1912.

Marie meurt, d'une congestion pulmonaire, à soixante-sept ans, le 26 novembre 1912, à 5 h 45 du matin, dans son palais de la rue de la Régence à Bruxelles après une affection grippale qui l'avait tenue alitée durant trois jours. Henriette et son mari Emmanuel étaient présents et logeaient auprès de la comtesse. Son état ne paraissant pas grave, le roi Albert avait quitté sa mère la veille à 11 h du soir, mais avait été rappelé à son chevet dans la nuit avant qu'elle n'expire dans ses bras.
La nouvelle de sa mort, après une courte maladie, surprend la population belge et la presse nationale qui salue à l'unanimité sa personnalité appréciée. Le Peuple, pourtant habituellement peu favorable à la royauté, publie, à l'instar de ses confrères, un article assez laudateur : « La comtesse de Flandre avait la réputation d'être une épouse accomplie, une mère admirable, et une grand-mère qui aimait jusqu'à l'adoration ses petits-enfants. On raconte seulement que la belle-mère avait vis-à-vis de la reine Élisabeth, le souci excessif du protocole. Il y a des personnes de sang royal dont on pourrait dire plus de mal. […] Elle ne joua aucun rôle politique et on prétend qu'elle en eut du regret. Elle occupait ses loisirs par la musique, la peinture et par les exercices d'une dévotion excessive, étroite et quelque peu sectaire. Il ne nous coûte rien de reconnaître que la comtesse - ainsi que toute sa famille du reste - jouissait d'une grande sympathie auprès de la population, à cause de ses allures affables et modestes ».
Le samedi 30 novembre 1912, sous une pluie persistante qui n'a pas empêché la présence d'une foule nombreuse, le cortège quitte la maison mortuaire à 10 h 15, ouvert par un détachement de gendarmes à cheval. Après une musique de la garde civique, les nombreuses députations des régiments de la garde civique et de l'armée, portant des drapeaux endeuillés, se succèdent. La musique du 1er régiment de guides exécutant une marche funèbre précède les généraux, accompagnés de leur état-major, les ministres, les membres du Sénat et de la Chambre. Viennent ensuite le clergé et le char funèbre traîné par huit chevaux caparaçonnés aux armes de la Belgique. Les tambours, voilés de drap noir, battent d'une façon assourdie sur le passage. Lorsque le cortège atteint la rue des Colonies, le gros bourdon de la cathédrale de sainte-Gudule sonne le glas. Le cortège pénètre ensuite dans la cathédrale où le service funèbre se prolonge jusqu'à midi. À l'église Notre-Dame de Laeken, une courte cérémonie religieuse est célébrée par le cardinal Mercier, entouré par l'ensemble des curés de Bruxelles. 
Les absoutes terminées, Marie est inhumée dans la crypte royale de l'église Notre-Dame de Laeken, en présence de nombreuses délégations étrangères et de princes apparentés parmi lesquels, ses gendres Emmanuel d'Orléans, Charles-Antoine de Hohenzollern, ses neveux Guillaume de Hohenzollern et Ferdinand de Roumanie, ainsi que le Kronprinz Guillaume de Prusse, le Kronprinz Rupprecht de Bavière, Max de Bade, Aribert d'Anhalt et d'autres invités, comme Antony Klobukowski, ambassadeur de France à Bruxelles.

## Princesse artiste et mécène

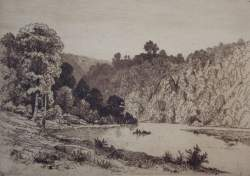
Eau-forte réalisée par la comtesse de Flandre.

Dans sa jeunesse, Marie a grandi dans un univers mélomane. Clara Schumann lui a dispensé des leçons de piano et a insufflé à sa jeune élève le goût des concerts. Marie a également été initiée à l'art par des peintres, tels Heinrich Mücke, professeur à l'académie des beaux-arts de Düsseldorf, et Sophus Jacobsen, paysagiste norvégien. Dès l'enfance, elle est à même de réaliser des œuvres picturales de qualité. 
À Bruxelles, Marie tisse des relations amicales avec le peintre orientaliste et post-romantique Jean-François Portaels. Ce dernier décore notamment la salle à manger du palais et joue le rôle d'intermédiaire entre les princes et les artistes dont les œuvres ornent progressivement le palais de la rue de la Régence. Dès son installation à Bruxelles, Marie dispose d'un atelier et s'adjoint son premier professeur, Guillaume Van der Hecht, un paysagiste d'une faible notoriété, surtout connu pour la composition et le dessin des arbres. En 1870, elle accorde son patronage à l'éphémère Société internationale des aquafortistes, créée par Félicien Rops, puis en 1886, elle devient présidente d'honneur de la Société des Aquafortistes belges, nouvellement créée.
Plus tard, c'est Ernest Blanc-Garin qui bénéficie de l'appui de la comtesse de Flandre, notamment dans le cadre des Amerois où l'artiste est régulièrement invité. Juliette Wytsman, impressionniste belge, recueille également les suffrages de la comtesse de Flandre et lui donne des cours. Douée pour le dessin et la peinture de paysages, elle a perfectionné sa technique et s'est formée en Belgique à la réalisation de gravures. Elle a laissé de remarquables eaux-fortes, ainsi que des aquarelles, qu'elle a réalisées lors de ses nombreux voyages. Au Salon de Bruxelles de 1884, elle expose une gravure intitulée Escalier dans le rocher.  Le poète et critique d'art français Antony Valabrègue précise, en 1898 : « [Elle] cultive surtout le paysage ; elle a exposé de ses tableaux en Belgique, en Amérique, lors de l'Exposition de Chicago, et à Paris, en 1896 et 1897, au Salon des artistes amateurs. On l'a vue travailler plus d'une fois en Auvergne où elle fait chaque année une cure au Mont-Dore […] Elle sent la nature largement et l'interprète avec une grâce sincère et un réel savoir-faire. ». Lors de l'Exposition universelle de Bruxelles de 1910, quelques-unes de ses eaux-fortes représentant des paysages de la Semois, réunies en un album, sont exposées.
Sur le plan littéraire, la comtesse de Flandre accorde son soutien à des écrivains tels Charles Van Lerberghe, poète symboliste, ainsi qu'à Isabelle Kaiser, poétesse suisse. Elle affirme des goûts tranchés et n'aime pas « Serres chaudes de Maeterlinck, poésies qu'elle trouve incompréhensibles et absurdes […] tout comme Salammbô de Flaubert, lecture qu'elle estime peu agréable malgré les beautés du style. ». Dans son salon littéraire, passent des visiteurs illustres : Victorien Sardou, Guy de Maupassant, Robert Browning ou Alexandre Dumas fils qui lisent des extraits de leurs œuvres. Souvent, elle assiste aux opéras représentés au théâtre de la Monnaie, ou aux comédies données au théâtre royal du Parc. 
Mélomane avertie, et pianiste, Marie possède une bibliothèque musicale personnelle, comprenant des partitions et morceaux choisis. Elle aime tout particulièrement les Kreisleriana de Robert Schumann et les lieder de Franz Schubert. Souvent, elle assiste aux fêtes données par les sociétés de musique du pays, et tout particulièrement à Bruxelles et à Gand. Elle soutient des musiciens comme les pianistes Arthur De Greef ou Élise Hoeberechts, qui devient sa pianiste attitrée. Elle apporte également son appui aux violoncellistes Édouard Jacobs et Corinne Coryns, organisant même des quatuors avec cette dernière.

## Titulature et héraldique

### Titulature
- 17 novembre 1845 - 18 octobre 1861 : Son Altesse Sérénissime la princesse Marie de Hohenzollern-Sigmaringen.
- 18 octobre 1861 - 25 avril 1867 : Son Altesse Royale la princesse Marie de Hohenzollern-Sigmaringen.
- 25 avril 1867 - 17 novembre 1905 : Son Altesse Royale la comtesse de Flandre.
- 17 novembre 1905 - 26 novembre 1912 : Son Altesse Royale la comtesse douairière de Flandre.

### Héraldique
Blason de la comtesse de Flandre :
| Blason de Marie de Hohenzollern-Sigmaringen | Blason  | Deux écus accolés : - De Belgique, sur le tout duquel de Saxe est posé en barre, surmonté d’un lambel de gueules de trois pendants brochant en chef. - De Hohenzollern                                                    |
| Blason de Marie de Hohenzollern-Sigmaringen | Détails | - Belgique : De sable au lion d'or, armé et lampassé de gueules ; - Saxe : burelé de dix pièces d'or et de sable au crancelin de sinople posé en bande ; - Hohenzollern : écartelé d’argent et de sable. Blason officiel. |

## Honneurs et postérité

### Phaléristique
La comtesse de Flandre est membre de plusieurs ordres :
- Dame de l'ordre de Louise (Empire allemand) (28 décembre 1866).
- Dame noble de la croix de fer (Empire allemand).
- Dame noble de l'ordre de la Croix étoilée, Autriche-Hongrie.
- Grand-croix de l'ordre de la Couronne de fer (Autriche).
- Dame noble de l'ordre de Sainte-Élisabeth de Bavière (1900).
- 723e Dame noble de l'ordre de la Reine Marie-Louise d'Espagne (4 février 1872).
- Dame noble de l'ordre royal de Sainte-Isabelle de Portugal.

### Expositions
Artiste de talent, la comtesse de Flandre a laissé des aquarelles, des peintures à l'huile et des eaux-fortes exposées à deux reprises (1983 et 1990) au musée ducal de Bouillon, puis en été 2015 au palais royal de Bruxelles sous le titre « Marie de Flandre. Paysages romantiques ».

### Filmographie
- Sur les pas du Roi Albert et de la Reine Élisabeth, mes grands-parents : ce documentaire de 140 minutes réalisé par Nicolas Delvaulx pour la RTBF en 2014 présente une séquence filmée aux Amerois où est notamment évoquée la figure de la comtesse de Flandre, en présence de son arrière-petite-fille la princesse Marie-Esméralda de Belgique[31].

### Peinture

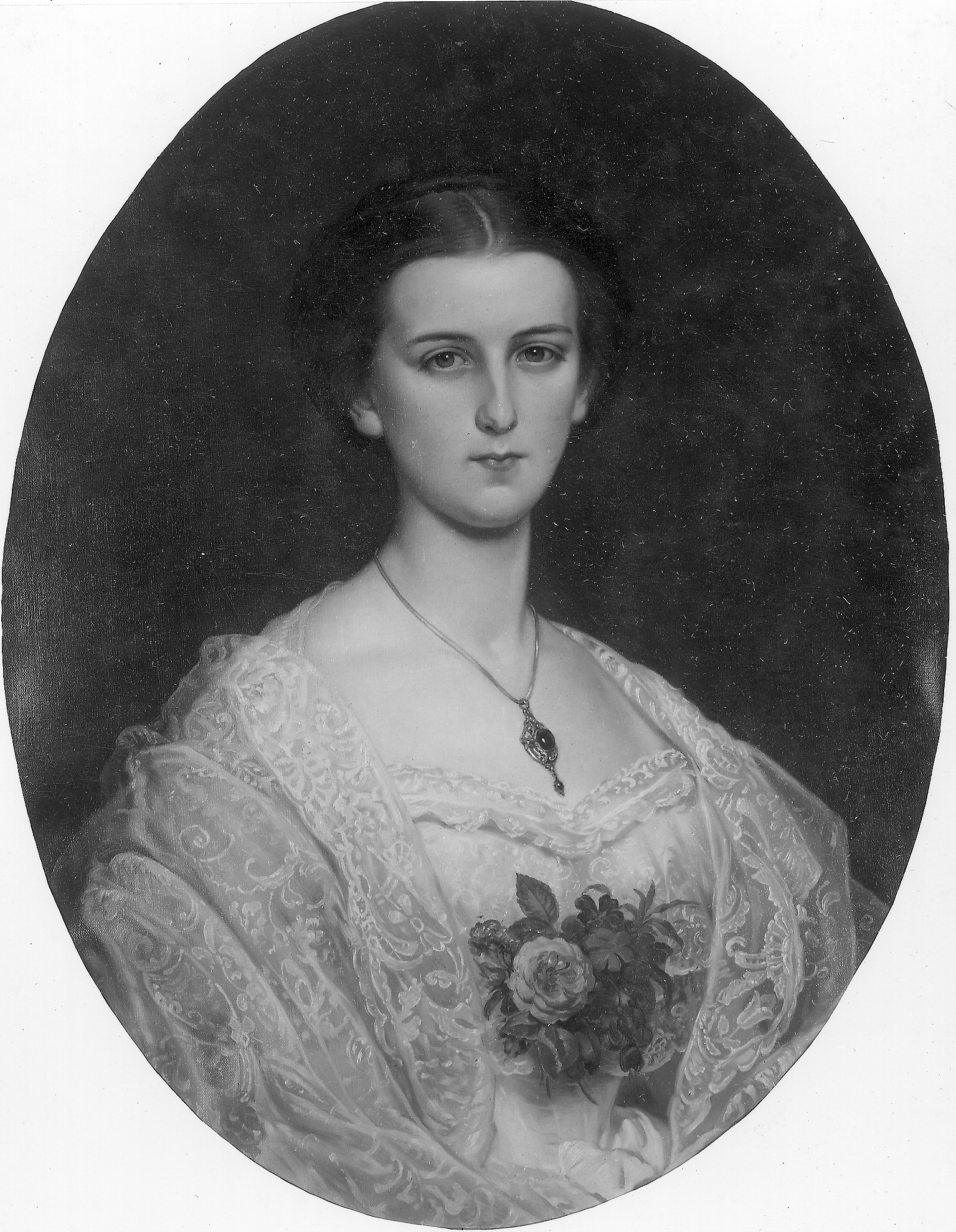
Marie de Hohenzollern-Sigmaringen par Gustav Bregenzer (vers 1867).

La comtesse de Flandre a été représentée par différents artistes peintres allemands et belges, :
- École allemande (1852), miniature en gouache sur ivoire, vendue aux enchères en 2014 ;
- Karl Rudolf Sohn (vers 1870), œuvre conservée au château de Sigmaringen ;
- Lievin De Winne (vers 1870), œuvre conservée au palais royal de Bruxelles ;
- Jozef Delin (1879), œuvre conservée à l'hôtel de ville d'Anvers ;
- Gustav Bregenzer (1882), œuvre conservée et exposée dans le petit salon blanc du palais royal de Bruxelles ;
- Ernest Blanc-Garin (vers 1885), œuvre conservée au palais royal de Bruxelles.

### Sculpture
- Buste à mi-corps en marbre dû au ciseau de Victor Rousseau (1920 - inventaire 4165) conservé aux musées royaux des Beaux-Arts de Belgique[34].

### Toponymes
- Il existe une rue de la comtesse de Flandre à Laeken[35].
- Le steamer Comtesse de Flandre est l'une des sept malles reliant Ostende à Douvres. Construit en 1870 par les chantiers Cockerill d'Anvers, ce bateau à vapeur est mis en service à la fin de l'année 1870. En février 1871, durant la guerre franco-prussienne, la malle est désignée pour transporter à Dieppe des vivres frais destinés aux Belges nécessiteux résidant à Paris. En mars 1889, le paquebot est percuté par la malle Princesse Henriette et quatorze personnes à son bord périssent en mer avant que le Comtesse de Flandre s'ensable près de Blankenberghe. L'épave n'est pas récupérée[36].